# Харран (Сирія)
Харран (англ. Harran, араб. قرية حران) — поселення в Сирії, що складає невеличку друзьку общину в нохії Аль-Аріка, яка входить до складу однойменної мінтаки Шахба в південній сирійській мухафазі Ас-Сувейда.